# Sonja Wedmann
Pour les articles homonymes, voir Wedmann.
Sonja Wedmann (1969-) est une entomologiste et une paléontologue allemande, auteur de taxons.

## Biographie
Elle a travaillé pour le Senckenbergische Naturforschende Gesellschaft à Francfort-sur-le-Main.